# Mertanzin
Mertanzin je citotoksični agens, takođe poznat kao DM1. On je majtanzinoid (derivat majtanzina).

## Upotreba
Sledeći lekov su konjugati antela i leka koji kombinuju monoklonalna antitela sa mertanzinom kao citotoksičnom komponentom. Mertanzin je vezan putem 4-merkaptovalerinske kiseline.
- Bivatuzumab mertanzin
- Cantuzumab mertanzin
- Lorvotuzumab mertanzin (IMGN901) za CD56 pozitivne kancere, na primer multiplu mijelomu[4]

Mertanzin takođe može da bude vezan putem komplikovanije strukture – 4-(3-merkapto-2,5-diokso-1-pirolidinilmetil)-ciloheksanekarboksilne kiselne ili MCC –, u kom slučaju se ime konjugata formira sa emtanzin:
- Trastuzumab emtanzin (T-DM1), anti-HER2/neu konjugat antitela i leka[5][6]